# Henry Dana Washburn

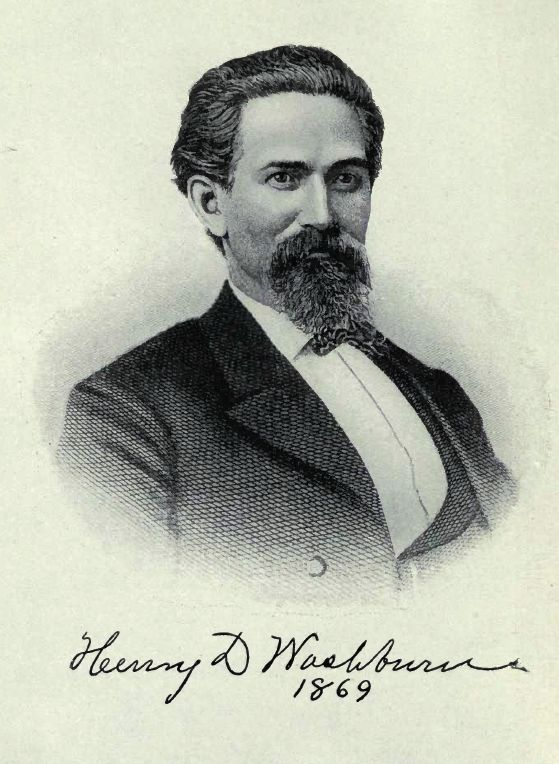
Henry Dana Washburn

Henry Dana Washburn (* 28. März 1832 in Windsor, Windsor County, Vermont; † 26. Januar 1871 in Clinton, Indiana) war ein US-amerikanischer Politiker, Generalmajor und Forschungsreisender. Er führte 1870 die zweite Expedition in das Gebiet des heutigen Yellowstone-Nationalparkes.

## Früher Werdegang
Henry Washburn war der Sohn von James Washburn und Mary Cain sowie ein Cousin von Elihu Benjamin Washburne, einem einflussreichen Politiker seiner Zeit. Wenig nach Henrys Geburt zogen seine Eltern mit ihm ins Wayne County (Ohio), wo er bis 1850 lebte. Mit dreizehn Jahren trat er eine Lehre als Gerber an. Da ihm dieses Handwerk nicht gefiel, fügte er eine Ausbildung zum Lehrer an. In der Folge unterrichtete er in Helt's Prairie (Indiana). Dort lernte er Serena Nebeker kennen und heiratete sie Ende 1854. Nach seiner Stelle in Helt's Prairie besuchte er erst das Oberlin College und schloss dann sein Studium an der New York State and National Law School ab. Er eröffnete ein Anwaltskanzlei in Newport (Indiana). Zusätzlich nahm er die Aufgabe als Finanzprüfer des Countys an. Bis zum Ausbruch des Bürgerkrieges hatte er zusammen mit seiner Frau Serena vier Kinder.

## Militär und Politik
Zu Beginn des Krieges stellte Henry Washburn in Terre Haute eine Kompanie Freiwilliger zusammen, die als 18. Indiana-Kompanie in die Unionsarmee eintrat. Washburn wurde zum Oberstleutnant (lieutenant Colonel) ernannt. Im Juli 1862 wurde er zum Oberst (Colonel) befördert. Am 26. Juli 1865 schied er gesundheitlich angeschlagen im Range eines Generalmajors (Major General) aus der Armee aus. Während des Krieges hatte er unter anderem in Missouri und Arkansas gedient und an der Schlacht um Vicksburg teilgenommen.
Noch während dessen Armeezeit konnte er Daniel W. Voorhees den Sitz im US-Repräsentantenhaus abnehmen. Washburn hängte eine zweite Amtsperiode an, schlug eine dritte Kandidatur aufgrund seiner gesundheitlichen Situation aber ab. In der Hoffnung, die Landluft des Westens würde zu seiner Gesundung beitragen, bewarb er sich bei US-Präsident Ulysses S. Grant um die Stelle als Generalinspektor von Montana. Washburn setzte sich gegen seinen Mitbewerber Philetus Norris, dem späteren zweiten Superintendent des Yellowstone-Nationalparks, durch.

## Erkundung des Yellowstone-Gebietes
Im Mai 1869 zog Henry Washburn zusammen mit seiner Frau, zwei Kindern und weiteren Verwandten nach Montana. Bei der Anreise per Schiff wurden sie von feindlichen Indianern angegriffen. Die Passagiere konnten den Angriff zwar abschlagen, die Washburns verloren aber ihren gesamten Hausrat. Henry entschied sich, alleine nach Helena (Montana) zu ziehen; die übrigen Familienmitglieder reisten wieder zurück nach Indiana.
Ein Jahr später führte er zusammen mit Schriftsteller Nathaniel Langford und Leutnant Gustavus C. Doane eine Expedition in das Gebiet des heutigen Yellowstone-Nationalparkes. Die Expedition wurde nach ihnen Washburn-Langford-Doane-Expedition genannt. Seine Führungsstärke bei diesem Unternehmen brachten ihm großes Lob ein und ließ es zum Erfolg werden. Allerdings verirrte sich unterwegs der Expeditions-Teilnehmer Truman Everts im schlechten Wetter. Auf der Suche nach dem Vermissten holte sich Washburn eine kräftige Erkältung, die seine angeschlagene Gesundheit weiter verschlechterte. Nach Abschluss der Expedition sah er sich gezwungen, nach Indiana zurückzureisen.
Trotz seines Zustandes konnte er noch einen Bericht über seine Erkenntnisse im Yellowstone-Gebiet schreiben. Er erreichte das Haus seines Schwiegervaters in Clinton (Indiana). Wenige Tage später, am 26. Januar 1871, verstarb er.
Mount Washburn, ein beliebter Aussichtsberg im Yellowstone-Nationalpark, wurde nach ihm benannt.